# Johann Heinrich Hurter
Johann Heinrich Hurter, seit 1789 Freiherr von Hurter (* 9. September 1734 in Schaffhausen; † 2. September 1799 in Düsseldorf, Herzogtum Berg), war ein Schweizer Miniatur- und Pastellmaler sowie Erfinder und Gründer einer Manufaktur für mathematische und physikalische Instrumente in London.

## Leben
Johann Heinrich Hurter war das achte von zehn Kindern des Schaffhausener Zinngiessers Johann Jacob Hurter (1696–1752) und dessen Ehefrau Anna, geborene Meyer (1697–1755). Er arbeitete zunächst als Glaser, Maler und Vergolder, ehe er in Genf, wo er von 1758 bis 1768 wohnte, im Umfeld von Jean-Étienne Liotard eine Ausbildung in der Emailmalerei erhielt, der er sich fortan verschrieb.
In Genf heiratete er 1758 Maria Elisabeth Catharina Heyn. Das Paar hatte drei Kinder, darunter den späteren Miniaturmaler Carl Rudolf Hurter (1768–1797) und den späteren Gutsbesitzer Johann Heinrich Jakob Emanuel von Hurter (1760–1819).

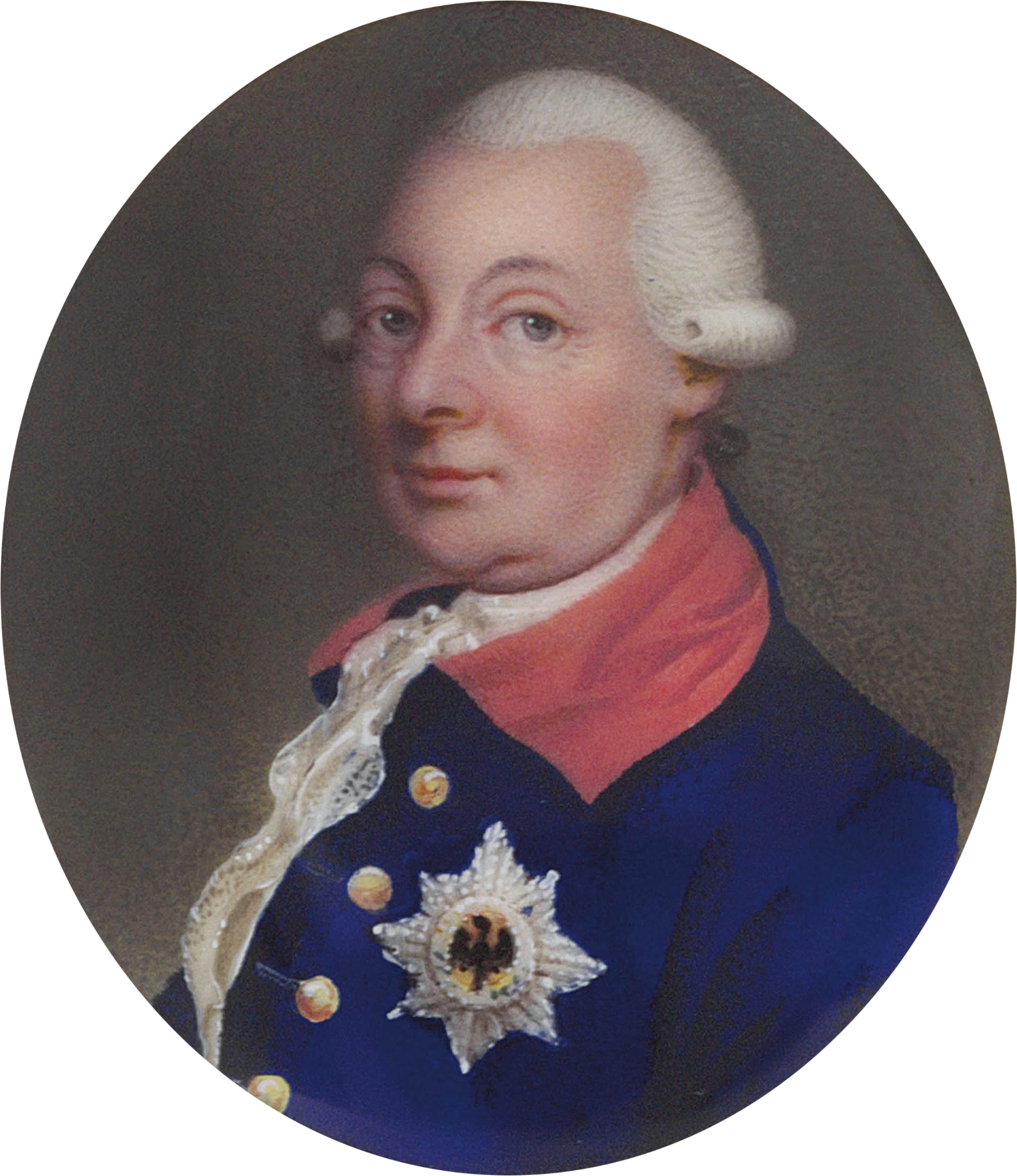
Karl Friedrich, Markgraf von Baden, Porträtminiatur, Email auf Kupfer, 51 mm, Karlsruhe 1786

Um 1763 hielt sich Hurter in Düsseldorf auf und von 1768 bis 1770 wohnte er in Bern. Ab 1770 spezialisierte er sich auf die Herstellung von Kopien nach Gemälden alter Meister. Auch dank eines verbesserten Herstellungsverfahrens erhöhte sich dabei die Qualität seiner Arbeiten. 1772 kaufte er sich in die Malergilde von Den Haag ein. 1774 weilte er in Amsterdam und 1775 wieder in Düsseldorf.
1777 übersiedelte er nach London, wo ihm dank Förderung durch Lord Thomas Dartrey (1725–1803), für den er zahlreiche Emailminiaturen nach alten Familienporträts anfertigte, der künstlerische Durchbruch gelang. Dartrey verschaffte Hurter Zugang zu adliger Kundschaft, die seine Bildnisse stark nachfragte. Aufträge erhielt er bald aus dem englischen Königshaus, von Politikern und Militärs. Seine Miniaturen und Pastelle präsentierte er von 1779 bis 1781 in den Ausstellungen der Royal Academy of Arts.
Ab 1785 unternahm er mehrere Reisen durch Europa. Auf diesen Reisen entstanden Miniaturen und Pastelle für prominente Persönlichkeiten, etwa den Markgrafen Karl Friedrich von Baden, für den er nicht nur als Maler, sondern ausserdem als Hofagent in London wirkte. Unter seinen Auftraggebern stach Zarin Katharina die Grosse heraus. Allein für sie soll Hurter seit 1787 rund vierzig Kopien nach alten Meistern und Porträts gefertigt haben.

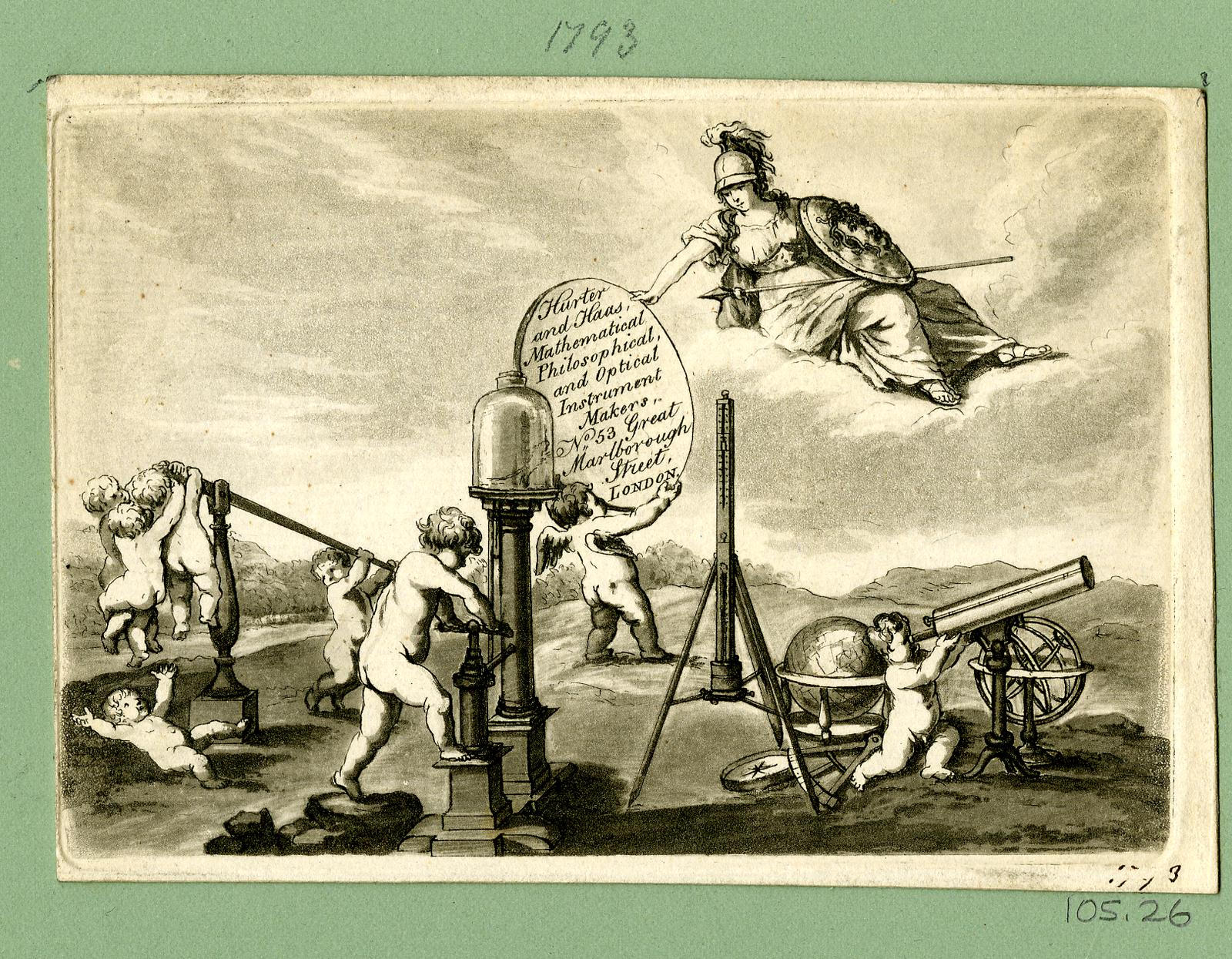
Handelskarte (trade card) der Firma Hurter and Haas, British Museum: Die Karte zeigt in Form einer allegorischen Szene, über der die Göttin Athene als Schutzherrin der Kunst und Wissenschaften sowie des Handwerks schwebt, eine von Putti vorgeführte Kollektion von Instrumenten der Firma. Im Vordergrund bedient ein Putto die von Hurter and Haas entwickelte „Luftpumpe“, die Hurter 1789 die Erhebung in den pfalzbayerischen Freiherrnstand eintrug.

1786 starb Hurters Ehefrau in London. Etwa in dieser Zeit verlegte er sich immer mehr auf das Entwickeln, Herstellen und Verkaufen von Luftpumpen, Fernrohren, Sextanten, Theodoliten, Planetarien und Barometern. Resultate seines Instrumentenbaus publizierte eine um 1786 herausgegebene Schrift unter dem Titel Beschreibung der neu erfundenen Hudertschen Luft-Pumpe darin: Beschreibung einer neu erfundenen Maschine, den wunderbaren Lauf und Abwechslungen und der daraus entstehenden Phänomena der Sonne, des Monds, und der Erde zu erklären… Ebenfalls durch Herrn Hurter verfertigt. 1787 gründete er eine Firma für den Bau von wissenschaftlichen Geräten, in der Jakob Bernhard Haas, der bei dem Instrumentenbauer Jesse Ramsden in die Lehre gegangen war, mitarbeitete. Um 1792 wurde Haas sein Partner und das Geschäft firmierte fortan unter dem Namen Hurter and Haas, Mathematical Philosophical, and Optical Instrument Makers, London. Es existierte bis 1795 und hatte seinen Sitz in № 53 Great Marlborough Street. Wissenschaftler wie Horace-Bénédict de Saussure, Johann Georg Tralles und Alexander von Humboldt verwendeten Geräte der Firma Hurter and Haas. In Bern lieferte sie verschiedene astronomische Geräte an die Hohe Schule, die spätere Universität Bern. Hurters Miniaturmalerei ging seit 1786 immer mehr zurück und kam 1790 gänzlich zum Erliegen.
Am 19. Juli 1789 wurde er durch Karl Theodor von der Pfalz „wegen seiner künstlichst verfertigten Malereien en émaille und neu erfundener Luftpumpe“ in den kurfürstlich pfalzbayerischen Freiherrnstand erhoben. Aus der Korrespondenz mit seinem Freund, dem Gelehrten und Berater Johannes Müller, geht hervor, dass Hurter sich 1789 vergeblich bemüht hatte, zum kurmainzischen Gesandten für die Republik der Sieben Vereinigten Provinzen ernannt zu werden und als solcher nach Den Haag zu gelangen.
1790 heiratete er in zweiter Ehe in Leiden Magdalena Crommelyn (Crommelin) aus Rotterdam, vermögende Witwe des 1787 verstorbenen Naturwissenschaftlers Johannes Nicolaus Sebastianus Allamand. Nach dem Rückzug aus dem Londoner Geschäft, dessen Wertgegenstände am 23. Dezember 1795 bei Christie’s veräußert wurden, ließ er sich in Düsseldorf-Pempelfort nieder, privatisierte und versuchte, einen rheinischen Rittersitz zu erwerben. Einige Jahre später verstarb er dort im Alter von fast 65 Jahren.